# Andriej Baszkirow
Andriej Walerjewicz Baszkirow (ros. Андрей Валерьевич Башкиров; ur. 22 czerwca 1970) – rosyjski hokeista, reprezentant Rosji.

## Kariera
- Jermak Angarsk (1990–1991)
- Chimik Woskriesiensk (1991–1992)
- Jermak Angarsk (1992–1993)
- Providence Bruins (1993)
- Charlotte Checkers (1993–1995)
- Huntington Blizzard (1995–1997)
- Detroit Vipers (1997)
- Las Vegas Thunder (1997)
- Fort Wayne Komets (1997–1998)
- Montreal Canadiens (1998)
- Fredericton Canadiens (1998)
- Fort Wayne Komets (1998–1999)
- Montreal Canadiens (1999)
- Quebec Citadelles (1999–2001)
- Montreal Canadiens (2000)
- Lausanne HC (2001–2004)
- Siewierstal Czerepowiec (2004–2005)
- Fribourg-Gottéron (2005)
- Lausanne HC (2005–2006)
- Awangard Omsk (2006–2007)
- HK MWD Bałaszycha (2007–2008)
- Sibir Nowosybirsk (2008–2009)
- SC Langenthal (2009)
- EV Zug (2009–2010)

Uczestniczył w turnieju mistrzostw świata edycji 2004.